# Jamie Salé
Jamie Salé (née le 21 avril, 1977, à Calgary, mais résidente de Red Deer et maintenant d'Edmonton, en Alberta) est une patineuse artistique canadienne en couple, patinant avec David Pelletier depuis 1998. Ils sont les champions olympiques en couple des Jeux olympiques d'hiver de 2002.

## Biographie

### Ses débuts
Jamie Salé commence à patiner à l'âge de 5 ans. Elle relève un talent inné pour le patinage artistique et semble aimer être le centre d'attention. Les idoles de la jeune fille sont Kurt Browning qu'elle peut voir quelques fois quand il se produit à Red Deer. Lors des Jeux olympiques de Calgary, elle voue une admiration sans borne à Elizabeth Manley. Ensuite, Christine Hough, patineuse canadienne en couple avec Doug Ladret, est le nouveau modèle de Jamie. En 1989, elle commence un partenariat avec Jason Turner tout en continuant sa carrière en simple.

### Sa carrière avant David Pelletier
En 1989, Jamie commence à patiner avec Jason Turner, qui est 7 ans plus vieux qu'elle. Pendant trois années, elle fait le voyage de Red Deer à Edmonton, pour pouvoir s'entraîner avec lui au Royal Glenora, avant de déménager définitivement à Edmonton. En 1990, ils terminent à la troisième place des Championnats du Canada de niveau Novice. En 1991, Jamie et Jason participent aux Championnats du Canada de niveau Junior pour la première fois et ils remportent la médaille d'argent. Ils commencent donc à participer à des compétitions internationales de niveau Junior. En 1992, ils remportent le titre national toujours de niveau Junior. En 1993, à leur première participation au niveau Senior, ils terminent quatrième des Championnats du Canada.
En 1994, Jamie et Jason obtiennent leur laissez-passer aux Jeux olympiques de Lillehammer, grâce à leur troisième place obtenue aux championnats nationaux. Âgée de 16 ans, Jamie est la plus jeune membre de l'équipe olympique canadienne. Jamie et Jason terminenent 12e à ces Jeux. Un mois plus tard, ils terminent 16e aux championnats du monde, ce qui constitue quelque peu une déception pour cette équipe. Malgré tout, Jamie et Jason sont satisfaits de leur saison. Durant le printemps 1994, ils participent à une tournée canadienne avec, entre autres, Kurt Browning, Brian Orser et Josée Chouinard. Le couple semble toujours être en amélioration constante. Mais en août 1994, ils décident de se séparer. Jamie décide de se consacrer à sa carrière en simple, tout en faisant des recherches pour un nouveau partenaire. De son côté, Jason Turner fait une nouvelle et brève tentative avec une autre partenaire et se présentent aux Championnats du Canada de 1995, et il est devenu entraîneur par la suite.
Tout en patinant en couple avec Jason Turner, Jamie a également fait des compétitions en simple. Elle s'est classé troisième aux Championnats du Canada de niveau Novice, huitième au niveau Junior en 1993 et troisième en 1994. En 1995, elle se classe cinquième au niveau Senior et l'association canadienne l'envoie aux championnats du monde junior où elle termine 12e. Les années suivantes sont difficiles, elle peine à se qualifier pour les championnats nationaux. De plus, une blessure l'oblige à déclarer forfait en 1997. Sa recherche pour un nouveau partenaire ne se déroule pas très bien et ses parents lui lancent un ultimatum concernant son avenir.

### David Pelletier
Jamie Salé et David Pelletier avaient déjà fait un essai en 1996, et ils avaient décidé par la suite de ne pas devenir partenaires.
Au printemps 1998, Jamie Salé fait un nouvel essai avec David, après que Richard Gauthier en a fait la suggestion auprès de David. Richard est persuadé qu'elle est la partenaire idéale pour David. L'essai se passe à merveille. Jamie déménage à Montréal et la nouvelle équipe s'entraine à Saint-Léonard avec Richard Gauthier. Le couple fait ses débuts en compétition internationale à Skate Canada en novembre 1998, où ils remportent une médaille de bronze. L'Association canadienne de patinage artistique leur offre, par la suite, d'aller à la compétition du Trophée NHK. Ils font face pour la première fois aux actuels champions du monde, Elena Berejnaïa et Anton Sikharulidze, qui deviendront leur plus grand rivaux. Jamie et David remportent une nouvelle médaille de bronze. Lors des championnats du Canada de 1999, ils terminent deuxième et obtient leur laissez-passer pour les championnats du monde de Helsinki. Malheureusement, David éprouve des problèmes de dos qui se révèle être une hernie discale. Le couple doit se retirer de la compétition des quatre continents ainsi que des championnats du monde.
Pour monter des nouveaux programmes pour la prochaine saison, Richard Gauthier engage la chorégraphe Lori Nichol. Elle leur a offert un programme long sur la musique du film A Love Story, qui deviendra probablement le programme le plus connu du couple. Ils connaissent encore une fois, beaucoup de succès au Grand Prix ISU, où ils remportent l'or et l'argent. Ils participent, pour la première fois, à la Finale du Grand Prix ISU. En 2000, ils remportent leur premier titre de champions du Canada et quelques semaines plus tard, ils gagnent la compétition des quatre continents. Ils débutent en force lors des championnats du monde à Nice, leurs premiers ensemble. Ils se classent troisième après le programme court. Durant le programme long, Jamie commet quelques erreurs qui les font glisser à la quatrième place.
Durant la saison 2000-2001, Jamie et David ont pratiquement remporté toutes les compétitions auxquelles ils participent, excepté le Trophée de France où ils récoltent une médaille d'argent. La consécration mondiale arrive en 2001 durant les championnats du monde à Vancouver. Avec leur programme long sur la musique de "Tristan et Iseult", David et Jamie réussissent à passer de la troisième à la première place et deviennent champions du monde dans leur pays.
La saison suivante en est une importante, puisque c'est une saison olympique. À l'été 2001, Jamie et David quittent leur entraineur Richard Gauthier et déménagent à Edmonton pour être sous la tutelle de Jan Ullmark, qui était l'ancien entraîneur de Jamie durant sa carrière en simple. Encore une fois, Jamie et David ont une saison de rêve durant le Grand Prix ISU en remportant toutes les compétitions auxquelles ils sont inscrits en plus de la Finale. Ils ont également remporté aisément le titre national, malgré quelques problèmes durant l'exécution de leur programme long. Pour les Jeux olympiques de 2002, Jamie et David décident de laisser tomber leur programme long, appelé "L'Orchidée", pour revenir au programme "A Love Story". Classé deuxième après le programme court, Jamie et David offrent un programme sans-faute. À la surprise générale, ils terminent deuxième derrière Berejnaïa/Sikharulidze... 4 juges donnaient la première place à Salé/Pelletier contre 5 pour Berejnaïa/Sikharulidze. Ce résultat a fait éclater le scandale des Jeux olympiques. Quelques jours après la finale des couples, Salé/Pelletier reçoivent la médaille d'or au cours d'une cérémonie spéciale. La controverse de Salt Lake City leur a apporté une popularité sans précédent. Jamie et David décident de passer dans les rangs professionnels peu de temps après les Jeux olympiques.

### Reconversion
Jamie Salé et David Pelletier ont passé dans les rangs professionnels peu de temps après les Jeux olympiques de 2002. Le couple habitait à Edmonton, Alberta et ils étaient les têtes d'affiche de la tournée nord-américaine de la troupe Stars on Ice.
Durant les Jeux olympiques de Turin, ils ont été commentateurs pour l'émission Olympic Ice à la télévision américaine.
Le couple a également participé au tournage de la comédie américaine Blades of Glory, sortie le 30 mars 2007 aux États-Unis. En plus d'y effectuer des figures, ils y jouaient leur propre rôle.
En 2013, elle intègre la distribution du spectacle musical Skatemania au côté de Nadja, Marc Dupré, Mario Pelchat, Joannie Rochette et David Pelletier entre autres. Cette production mêle chant, danse, théâtre, cirque et patinage artistique sur les titres de comédies musicales.

### Vie personnelle
Devenu un véritable couple hors de la glace depuis la saison 1999/2000, le couple s'est marié le 30 décembre 2005, à Banff, dans l'Alberta.
Jamie et David ont accueilli leur premier enfant, un garçon nommé Jesse, le 30 septembre 2007.
En 2010, ils se sont séparés et après dix-huit mois, ils ont finalement divorcé en demeurant partenaires en patinage artistique.
En 2012, elle épouse son partenaire de patinage de l'émission Battle of the Blades (en), l'ancien joueur de hockey de la Ligue nationale de hockey Craig Simpson.

## Palmarès

### En couple artistique
Avec deux partenaires :
- Jason Turner (2 saisons : 1992-1994)
- David Pelletier  (4 saisons : 1998-2002)

| Compétition             | 1993    | 1994    | ... | 1999    | 2000    | 2001    | 2002    |  |  |  |  |  |  |  |  |
| Jeux olympiques d'hiver |         | 12e     |     |         |         |         | 1re     |  |  |  |  |  |  |  |  |
| Championnats du monde   |         | 16e     |     |         | 4e      | 1re     |         |  |  |  |  |  |  |  |  |
| Quatre continents       |         |         |     |         | 1re     | 1re     |         |  |  |  |  |  |  |  |  |
| Championnats du Canada  | 4e      | 3e      |     | 2e      | 1re     | 1re     | 1re     |  |  |  |  |  |  |  |  |
|                         |         |         |     |         |         |         |         |  |  |  |  |  |  |  |  |
| Grand Prix ISU          | 1992/93 | 1993/94 | ... | 1998/99 | 1999/00 | 2000/01 | 2001/02 |  |  |  |  |  |  |  |  |
| Finale du Grand Prix    |         |         |     |         | 5e      | 1re     | 1re     |  |  |  |  |  |  |  |  |
| Skate America           | 7e      |         |     |         | 1re     | 1re     | 1re     |  |  |  |  |  |  |  |  |
| Skate Canada            | 6e      |         |     | 3e      |         | 1re     | 1re     |  |  |  |  |  |  |  |  |
| Coupe d'Allemagne       |         |         |     |         | 2e      |         |         |  |  |  |  |  |  |  |  |
| Trophée de France       |         |         |     |         |         | 2e      |         |  |  |  |  |  |  |  |  |
| Coupe de Russie         |         |         |     |         | F       |         |         |  |  |  |  |  |  |  |  |
| Trophée NHK             |         | 5e      |     | 3e      |         |         |         |  |  |  |  |  |  |  |  |
| Légende : F = Forfait   |         |         |     |         |         |         |         |  |  |  |  |  |  |  |  |

### En individuel
| Compétition                   | 1995 | 1996 | 1997 | 1998 |
| Championnats du Canada        | 5e   | F    | F    | 6e   |
| Championnats du monde juniors | 12e  |      |      |      |
| Légende : F = Forfait         |      |      |      |      |

### Source
- Beverley Smith (trad. Madeleine Hébert), Salé-Pelletier : le couple, la carrière, la controverse, Guy Saint-Jean éditeur, Laval, c2002  (ISBN 2-89455-126-6)